# Claus Friedrich Köpp
Claus Friedrich Köpp (* 5. März 1929 in Marienburg (Westpreußen); † 24. Februar 2010 in Berlin) war ein deutscher Literaturwissenschaftler und Lyriker.

## Leben
Von 1936 bis 1948 besuchte Claus Friedrich Köpp die Grund- und Oberschule, im Januar 1945 flüchtete seine Familie jedoch aus Marienburg über Berlin nach Lichtenstein/Sa. Dort besuchte er von 1948 bis 1950 die Krankenpflegeschule und arbeitete nach erfolgreichem Abschluss als Krankenpfleger. Von 1951 bis 1954 war Köpp Lehrassistent und Dozent an der Medizinischen Fachschule Jena. Frühe Versversuche, einige davon veröffentlicht, bricht er ab. Von 1956 bis 1960 studiert Köpp Germanistik, Geschichte und Pädagogik an der Friedrich-Schiller-Universität Jena. Von 1960 bis 1967 arbeitet er als Hochschulassistent, Verlagslektor und Rundfunkjournalist. Ab 1967 besuchte er die Deutsche Akademie der Wissenschaften zu Berlin. 1968 promovierte er mit einer Schrift zu Friedrich Hölderlins Schönheitsbegriff.
Von 1971 bis 1974 war Köpp Leiter der Abteilung Information und Dokumentation am Zentralinstitut für Literaturgeschichte, von 1972 bis 1974 außerdem leitender Redakteur des Referatedienstes zur Literaturwissenschaft. 1975 stellte er schließlich seine Habilitationsschrift Literaturwissenschaft. Literaturwissenschaftstheorie, Forschungssystematik und Fachsprache im Akademie-Verlag Berlin fertig; infolge seiner Stellungnahme gegen die Ausbürgerung Wolf Biermanns Habilitation erfolgte diese erst im Dezember 1979. Von 1980 bis 1992 forschte er zur Klassizitätstendenz und Poetizität in der Weltgeschichte; seine daraus resultierende Arbeit erschien 1996 im Aisthesis Verlag. 
Nach einzelnen lyrischen Arbeiten Ende der 1970er Jahre wandte Köpp sich verstärkt zum poetischen Schaffen in den letzten zwei Lebensjahrzehnten. 2008 und 2009 erschien schließlich seine Sammlung Zwiegespräch zu dritt und die Gesänge von der Sonne. Mit einem Denkschrift-Entwurf: Über das Dasein auf unserer Erde.

## Lyrische und wissenschaftliche Referenz
„Tiefe ich in Altzeit, klassifizierte Antike, Mitte das Alter, / Gegenwärtiges genauender ins Künftige zu rechnen, / des Vollendeten die Stücke Brüche, / Reste welch ergänz ich wem, / daß wer sich leichter schwer könnt eignen / in Vollendungen die seinen. Eines Werks? / In puncto puncti gegenwärtigen / Erfinden Zeitgenossenschaft zu Dauern Gattung die. //

Spanne ich Segel meine die Häute, / einzufangen Wind-, die Stürmgeschehen Sinne Aller, / Talen aus, von Gipfeln Gipfeln zu hin, / Denken, Handen trächtig mein zu überdenken, übertun. / Ging ich in Sonne Phaidriaden des Parnassos / Delphis Straße heilige zum Tempel des Apollon, / auf welcher, Aug in Wagenlenkers Auge, / Pindaros gleich mir den Satz / ES GILT, SICH SELBST GEMÄSZ BEI ALLEM
STETS ZU SEHN DAS MASZ besann, / sang der Aphrodite, des Pheidias die Öffentliche schön / [...]“

„Claus Friedrich Köpp hat, sich konzentrierend auf die ehrwürdige Kategorie "klassisch", diese sehr erkenntnistheoretische Aufgabe ernsthafter als irgendein anderer Gelehrter vor ihm aufgenommen. Zugleich ist er eifrig bestrebt gewesen, haltbare systematische Kategorien aus seiner sowohl unüberbietbar tiefen als auch unüberbietbar umfassenden historischen Analyse heraus zu entwickeln. 
[...] ein Genius-Buch [...] Aus diesem Blickwinkel würde ich nicht zögern, das, was Köpp erreicht hat, mit literarischen Werken wie solchen von Proust, Joyce oder Arno Schmidt zu vergleichen – oder, auf wissenschaftlicher Ebene, mit den großen Arbeiten von Arnold Hauser oder Ernst Robert Curtius [...] 
Dieses Buch wird einen Meilenstein der Literaturkritik und Literaturtheorie darstellen; es ist eine Notwendigkeit für deutsche Literaturwissenschaft insgesamt.“

„Ihre Gesänge von der Sonne finden zu den großen klassischen Gesängen. Zugriffe auf Worte sind radikal und konservativ, das Spielen mit dem Wortschatz – seine Weiterung Kettungen von Worten erscheinen logisch, als sei man ohne diese stumm, Übereinkunft und gleichermaßen auch das Bespielen der Lyra.“

## Veröffentlichungen

### Wissenschaft
- Realismus in E. T. A. Hoffmanns Erzählung "Prinzessin Brambilla". In: Weimarer Beiträge XII (1966) 1, 57–80.
- Ludwig Tieck: Märchen und Erzählungen. Nachwort. Berlin, Weimar: Aufbau-Verlag 1968, 587–610.
- Der Begriff des Schönen in Hölderlins Dichtung und Theorie der Dichtung. Phil. Diss. Universität Greifswald 1968.
- Schläft ein Lied in allen Dingen. Romantische Gedichte. Auswahl. Berlin: Rütten & Loening 1970.
- Hölderlins Begriff der Geschichtlichkeit und Konzeption der dichterischen Struktur. In: Wissenschaftliche Zeitschrift der Friedrich-Schiller-Universität Jena. Gesellschafts- und Sprachwissenschaftliche Reihe XXI (1972) 3, 421–426.
- Zu Fragen der literaturwissenschaftlichen Information. In: Zentralblatt für Bibliothekswesen LXXXVI (1972) 7, 409f.
- Literaturwissenschaft und Fachinformation. In: Weimarer Beiträge XX (1974) 4, 96–110.
- Zu Grundlagen der Literaturwissenschaftstheorie. Forschungsleitung und Fachsprachenentwicklung. In: Weimarer Beiträge XXII (1976) 5, 97–113.
- Literaturwissenschaft. Literaturwissenschaftstheorie, Forschungssystematik und Fachsprache. Berlin: Akademie-Verlag 1980.
- Die Klassizitätstendenz und Poetizität im weltliteraturgeschichtlichen Prozeß. Thesen. In: Weimarer Beiträge XXVIII (1982) 3, 101–124.
- Tiecks Werke in zwei Bänden. Berlin, Weimar: Aufbau-Verlag 1985. Auswahl und Einleitung, V-XLVI.
- Bibliothekarisch-bibliographische Klassifikation. Adaptierte Fassung. Bd. 5, 2: 93 Literaturwissenschaft. Berlin 1988, 33–40 (Fachwissenschaftliche Bearbeitung).
- Zur Idealität in den Epen Homers. Vortrag Radio DDR II, 4. Juni 1984.
- Französische Revolution und Literatur oder Individuum und Utopie. Vortrag Radio DDR II, 20. November 1989. (Die beiden Funkvorträge sind redaktionell bearbeitete Kapitel aus dem wissenschaftlichen Projekt Klassizitätstendenz und Poetizität in der Weltgeschichte.)
- Klassizitätstendenz und Poetizität in der Weltgeschichte, Bd. 1 u. 2. Bielefeld: Aisthesis Verlag 1996.

### Lyrik
- Wacht auf, Verdammte .... In: Wir lieben das Leben. Anthologie neuer deutscher Lyrik. Weimar: Thüringer Volksverlag 1953.
- Steckbriefe: Zukunft. In: Lyrik und Prosa unserer Zeit. Neue Folge Bd. 6. Aachen: Karin Fischer Verlag 2007, 233–271.
- Zwiegespräch zu dritt. (Gedichte, 1977 bis 2008). Aachen: Deutscher Lyrik Verlag 2008. 1. Aufl. 2004 im Selbstverlag, Norderstedt: Books on Demand.
- Gesänge von der Sonne. Mit einem Denkschrift-Entwurf: Über das Dasein auf unserer Erde. Aachen: Deutscher Lyrik Verlag 2009.
- Hölderlin. In: Hölderlin-Jahrbuch (HJb) 37, 2010–2011, Tübingen/Eggingen 2011, 285–297.